# Eiderkanalen

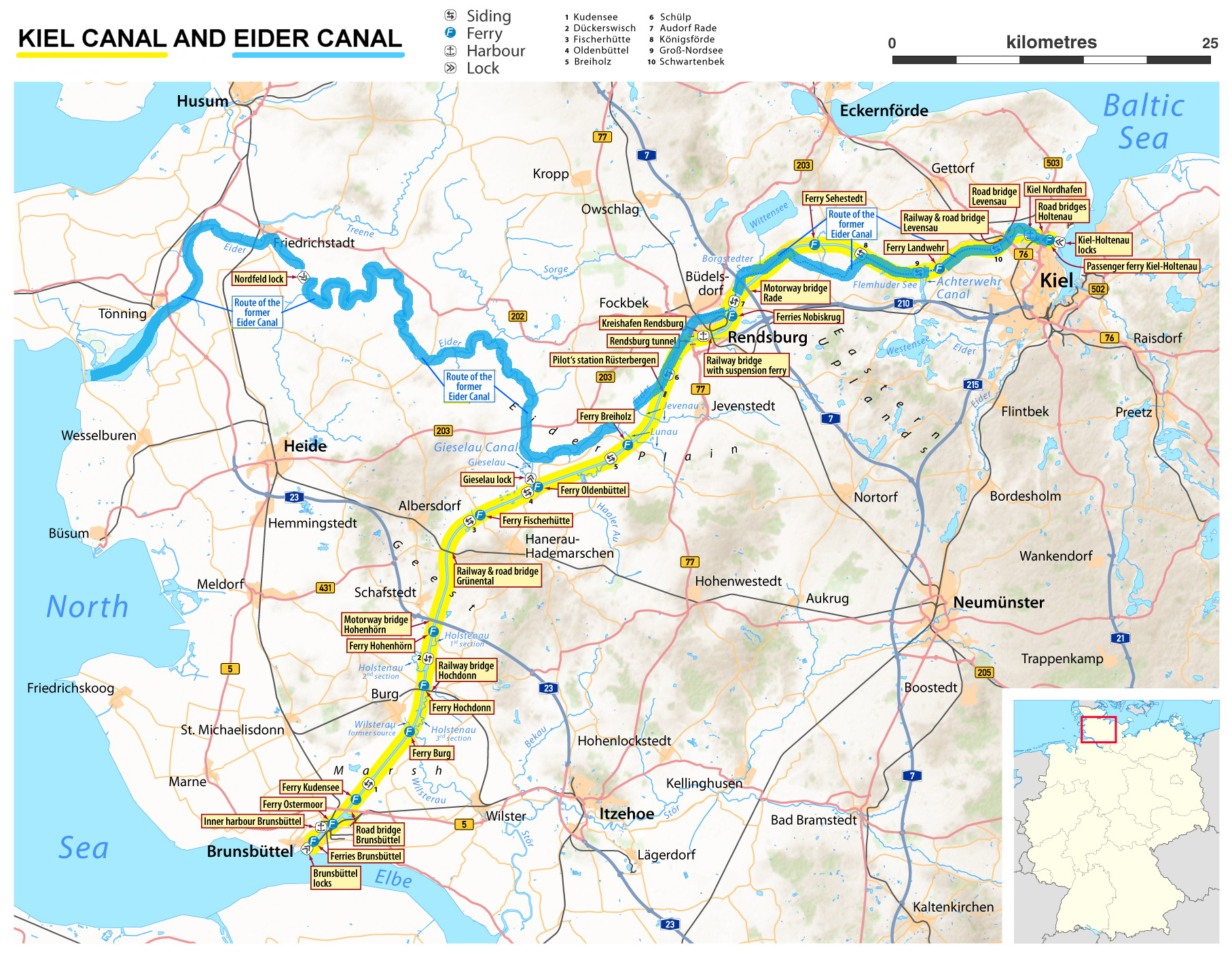
Eiderkanalen (blå) och Kielkanalen (gul).

Eiderkanalen, även kallad Schleswig-Holsteinischer Kanal, var en 173 kilometer lång vattenväg. Den förband Östersjön med Nordsjön i höjd med Kiel respektive Tönning i nuvarande förbundslandet Schleswig-Holstein i norra Tyskland. Eiderkanalen, som har sitt namn efter floden Eider, var i drift mellan 1784 och 1890. År 1895 övertog Kielkanalen (som i stort delar halva sträckningen med Eiderkanalen) dess roll som transportled, och idag finns några slussar och mindre kanalrester bevarade. 

## Historik
Redan 1571 under Adolf av Holstein-Gottorp planerades en kanal som skulle koppla samman Kielfjorden med floden Eider och därmed skapa en ny vattenväg mellan Östersjön och Nordsjön. Med en sådan förbindelse kunde den cirka 900 kilometer långa omvägen runt Jyllands nordspets undvikas. Men det skulle dröja över 200 år innan idén realiseras. Genom Traktaten i Tsarskoje Selo 1773 kom hela Schleswig-Holstein i Danmarks ägo vilket öppnade möjligheten att bygga en kanal. I februari 1774 presenterades de första planerna av ingenjören Wilhelm Theodor Wegener (1724–1792) och redan i april samma år grundades en kanalkommission av Kristian VII av Danmark.

## Byggarbetena

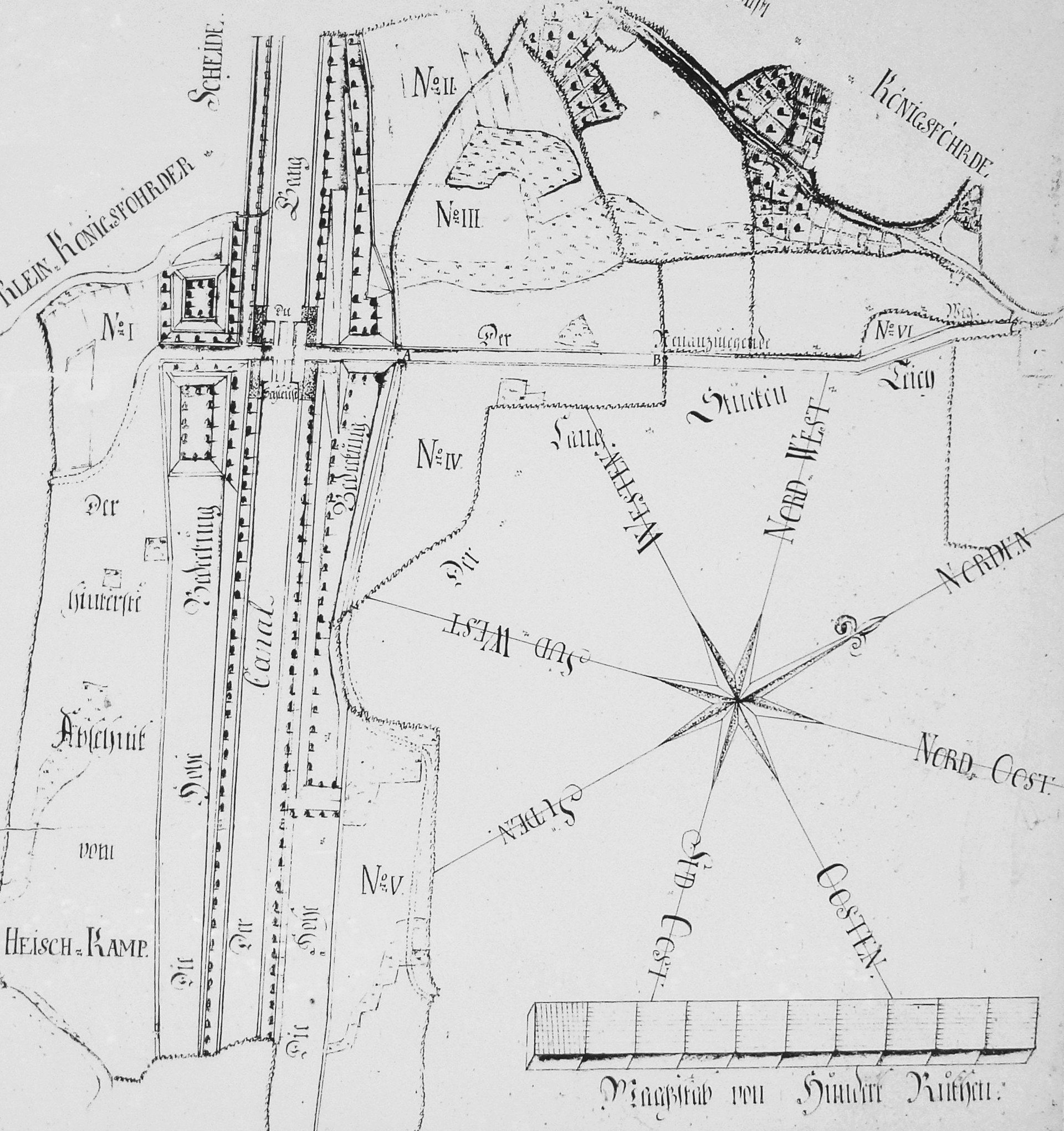
Eiderkanalen och slussen vid Klein Königsförde, ritning från 1785.

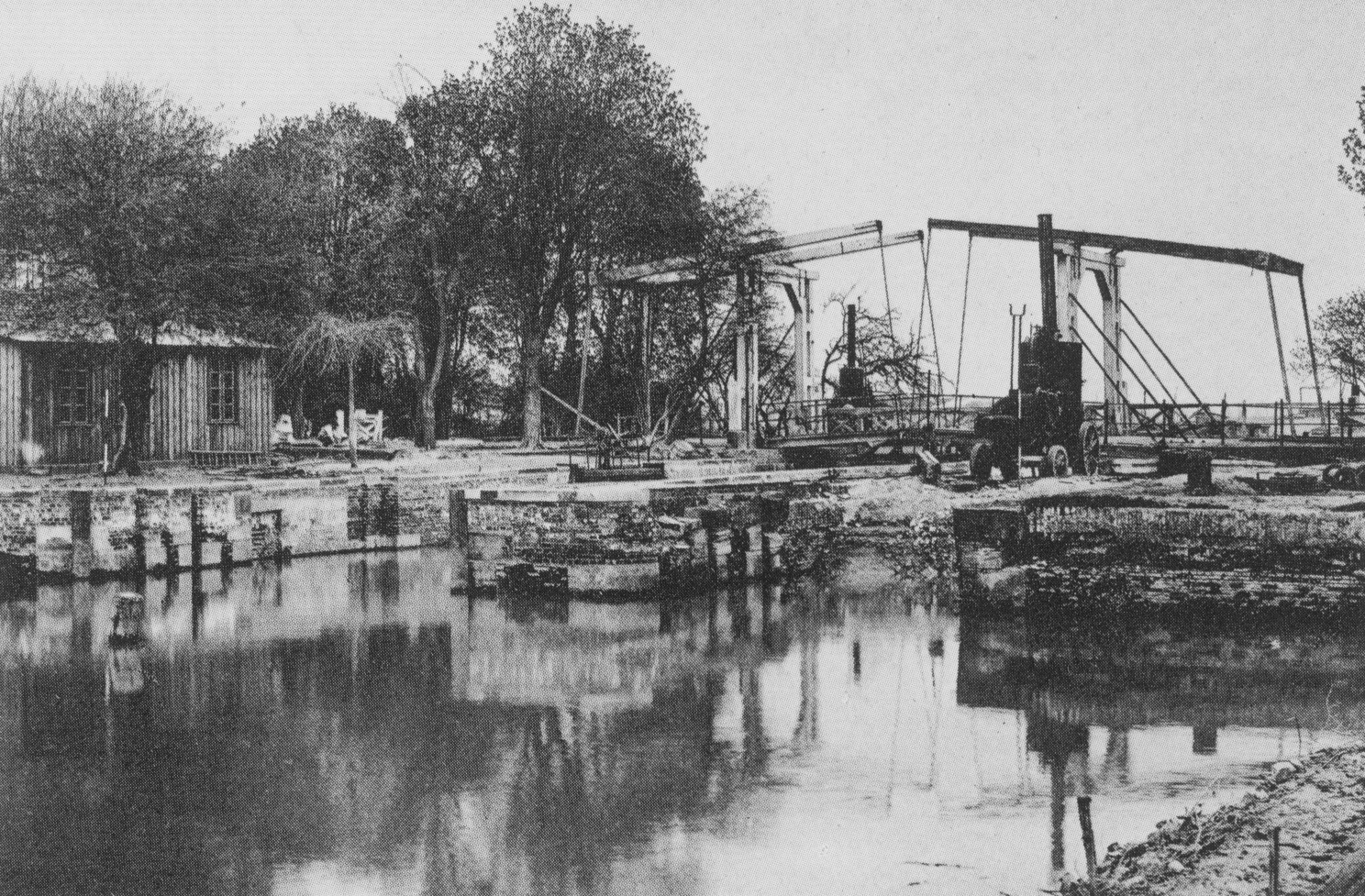
Gamla slussen vid Holtenau 1894.

Efter de nödvändiga lantmäteriarbetena började 1776 byggnadsarbetena med muddring av Eider mellan Friedrichstadt och Regensburg. Totalt kunde Eidern nyttjas i en längd av 130 kilometer. Den grävda delen hade en längd av 34 kilometer och började anläggas i juli 1777 i närheten av Holtenau vid Kielfjorden. Den totala längden för vattenvägen mellan Kielfjorden i öst och Eiders mynning i Nordsjön i väst blev 173 kilometer. 
På den anlagda kanalsträckan byggdes sex slussar (vid Holtenau, Knoop, Rathmannsdorf, Königsförde,  Kluvensiek och Rendsburg). Det högsta avsnittet (7 m ö.h.) fanns mellan Rathmannsdorf och Königsförde, här ingick även en sjö i systemet som därmed garanterade kanalens vattenförsörjningen.
Kanalens botten hade en bredd av 17-18 meter, bredden i vattenytan var 31 meter och djupet 3,45 meter. Därmed var kanalen den första vattenvägen mellan Östersjön och Nordsjön som kunde passeras av fartyg med upp till 230 ton lastvikt och 2,7 meter djupgång. Hösten 1784 avslutades byggarbetena. Samtidigt med kanalen uppfördes även tre packhus (i Kiel, Rendsburg och Tönning). År 1785 öppnades kanalen för fartyg från alla nationer och blev därmed den mest trafikerade i Europa.
Bara i medvind kunde man segla annars fick fartygen dras fram av hästar på dragvägar som anlades på båda sidor längs hela vattenvägen. Häststationer fanns i Rendsburg, Kluvensiek, Landwehr och Holtenau. Resan mellan Kiel och Rendsburg tog tio till tolv timmar och till Tönning cirka tre till fyra dagar. Under sina drygt hundra år nyttjades vattenvägen av ungefär 300 000 fartyg, år 1872 räknades fortfarande 5 222 passager.

## Kanalens avveckling
Under 1800-talets andra hälft och när ångfartyg började trafikera vattenvägarna förlorade Eiderkanalen sin ekonomiska betydelse. Särskilt den långa, slingrande sträckan genom västra delen av Eider var för tidsödande. På 1880-talet blev Eiderkanalens kapacitet helt enkelt för låg. Som ersättare anlades Kielkanalen. Den började byggas 1887 under ledning av Otto Baensch och invigdes 1895 av Wilhelm II. Kaiser-Wilhelm-kanalen, som den kallades fram till 1948, var ursprungligen 67 meter bred, 9 meter djup och knappt 100 kilometer lång. Från Rendsburg går den i en mera sydlig sträckning till staden Brunsbüttel och Elbes mynning. 
Vid bygget av Kielkanalen försvann delar av Eiderkanalen. Några rester av kanalen och slussanläggningar finns bevarade vid bland annat Königsförde, Kluvensiek och Rathmannsdorf. En av de större slussarna var den vid Klein-Königsförde. Här är lyfthöjden 2,3 meter och slusskammaren mäter 35x7,8 meter. Anläggningen var den största för sin tid. Över slussen leder en väg med vindbrygga av holländsk modell, som är renoverad och belönades 1989 med utmärkelsen Europa Nostra.

## Bilder

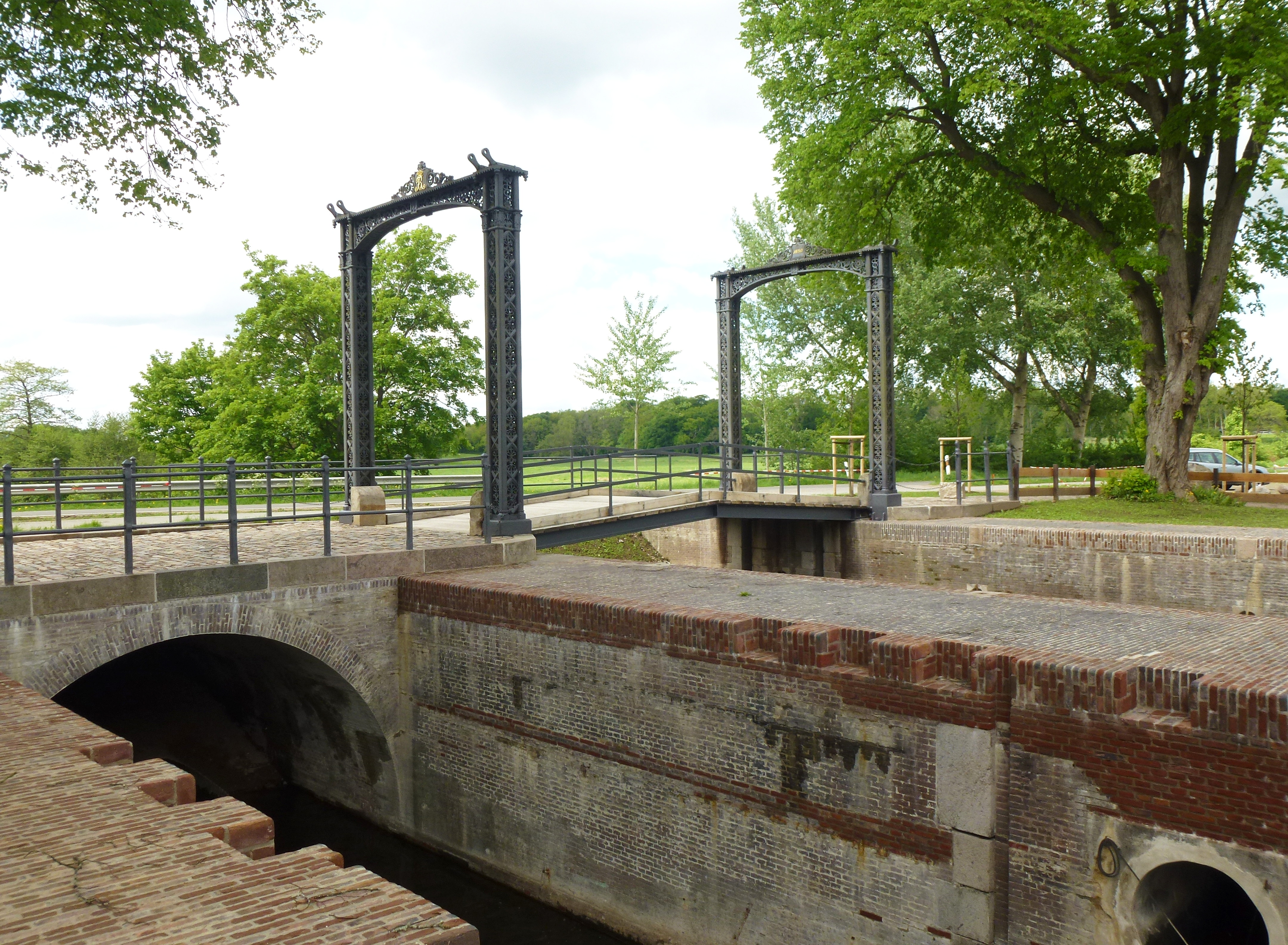
Slussen i Kluvensiek
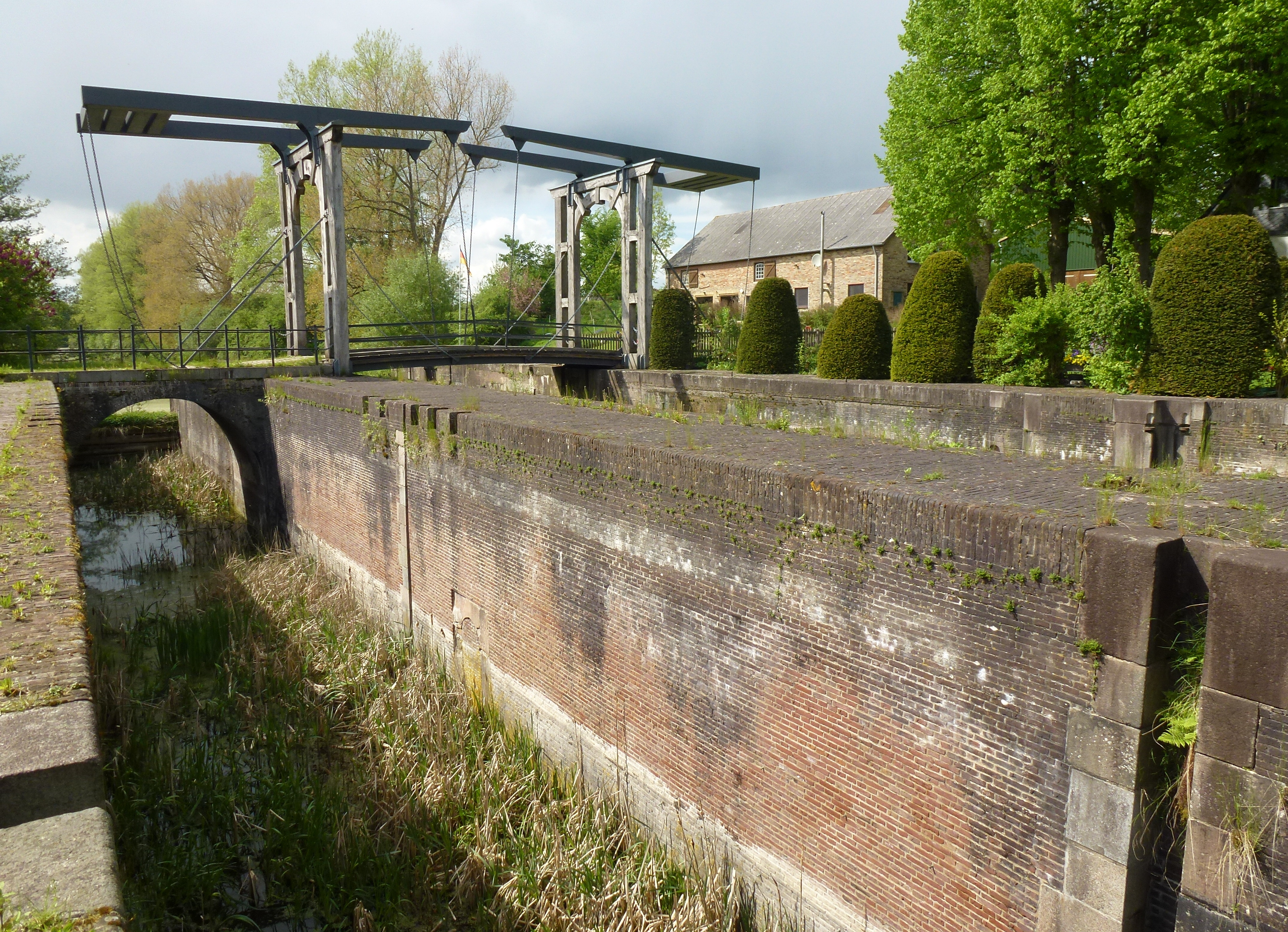
Slussen i Klein-Königsförde
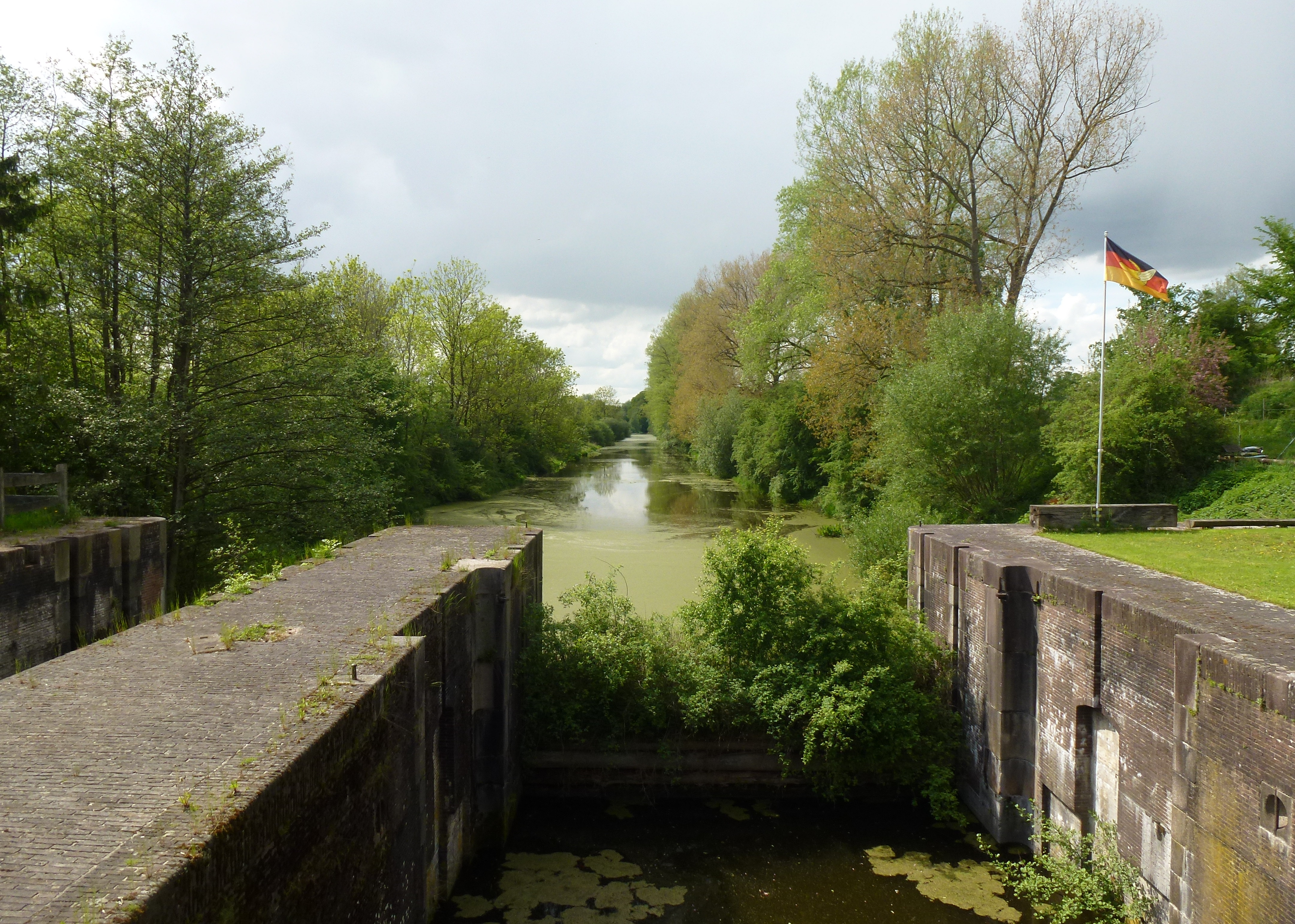
Kanalen vid Klein-Königsförde
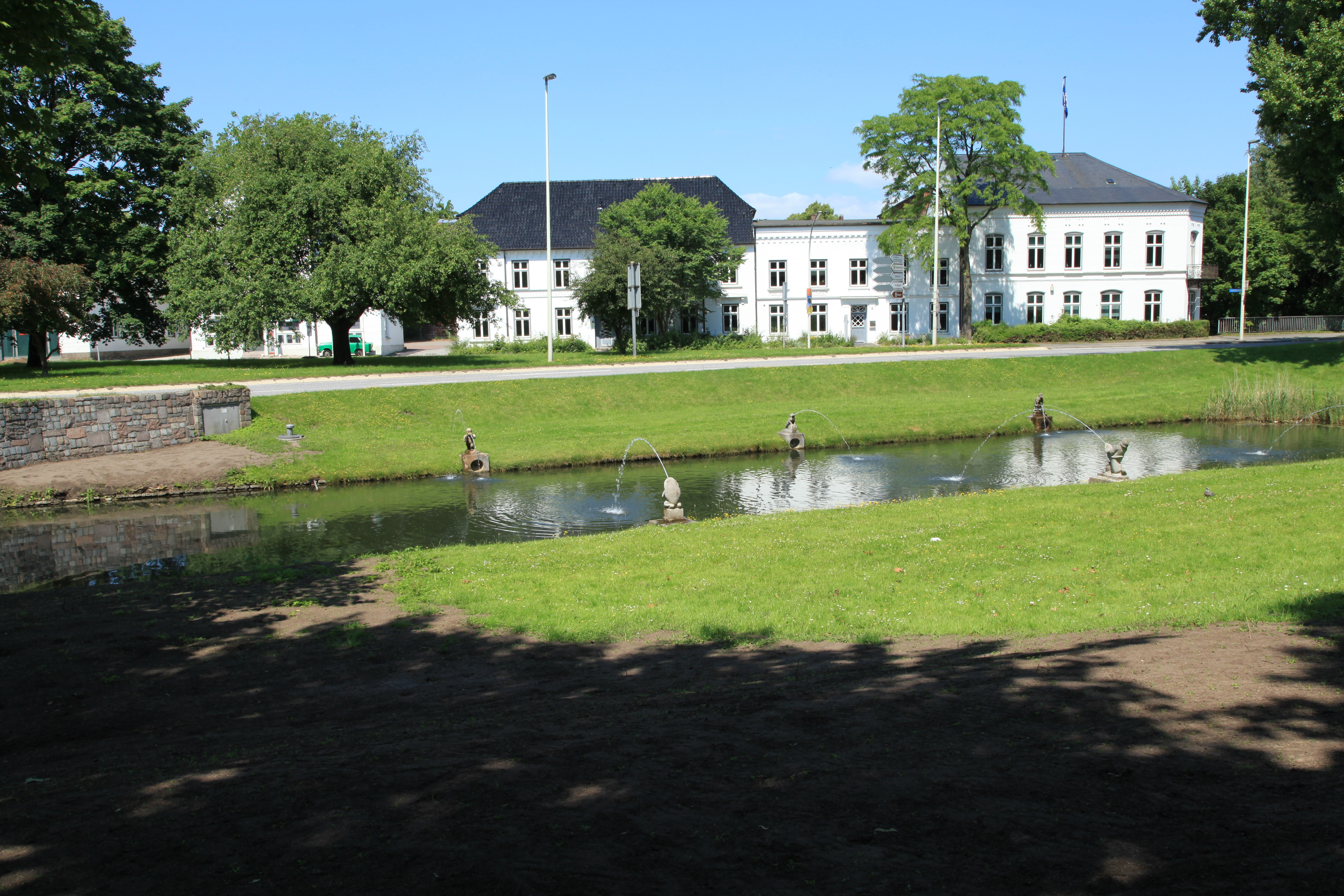
Slussen i Rendsburg
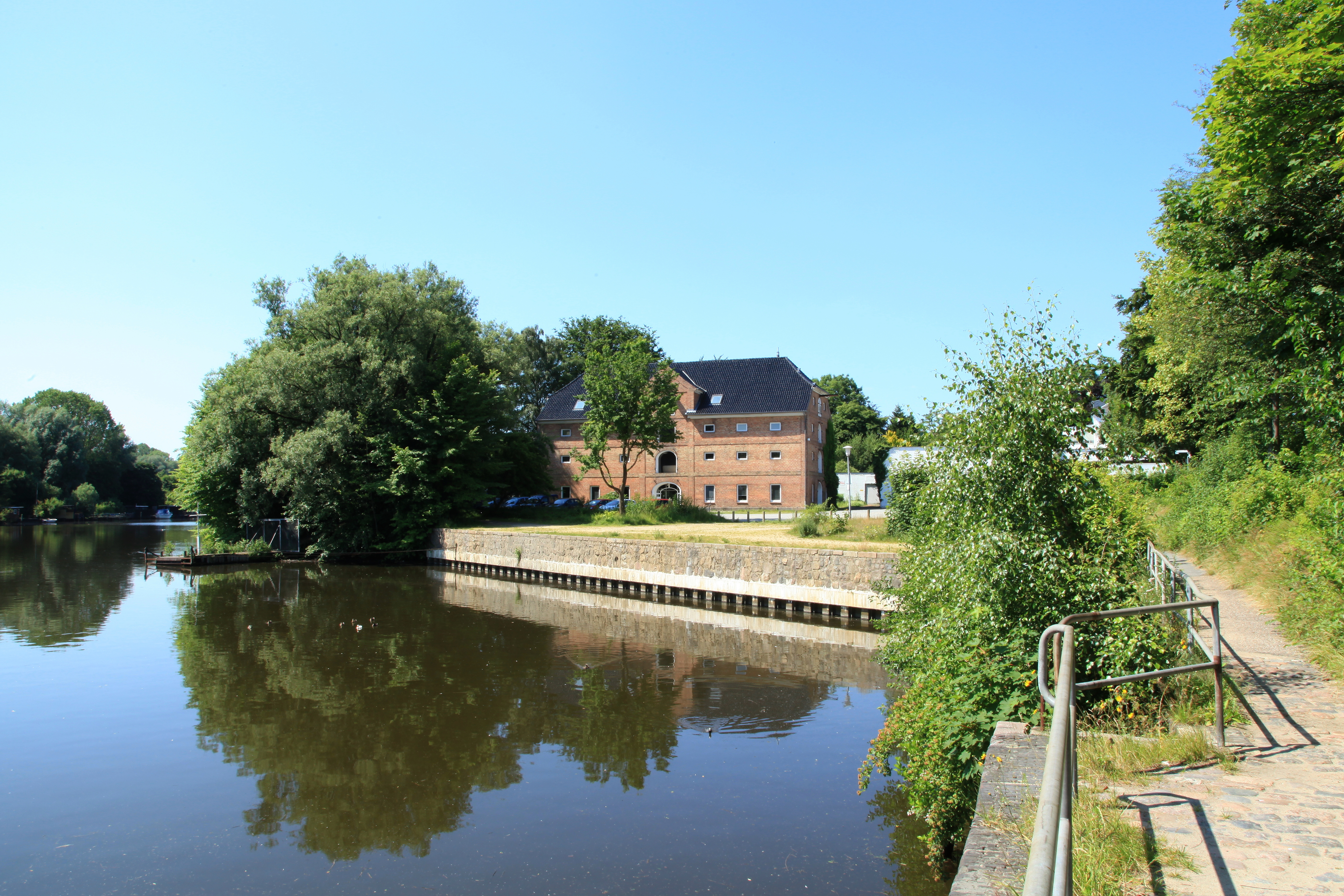
F.d. packhus i Rendsburg
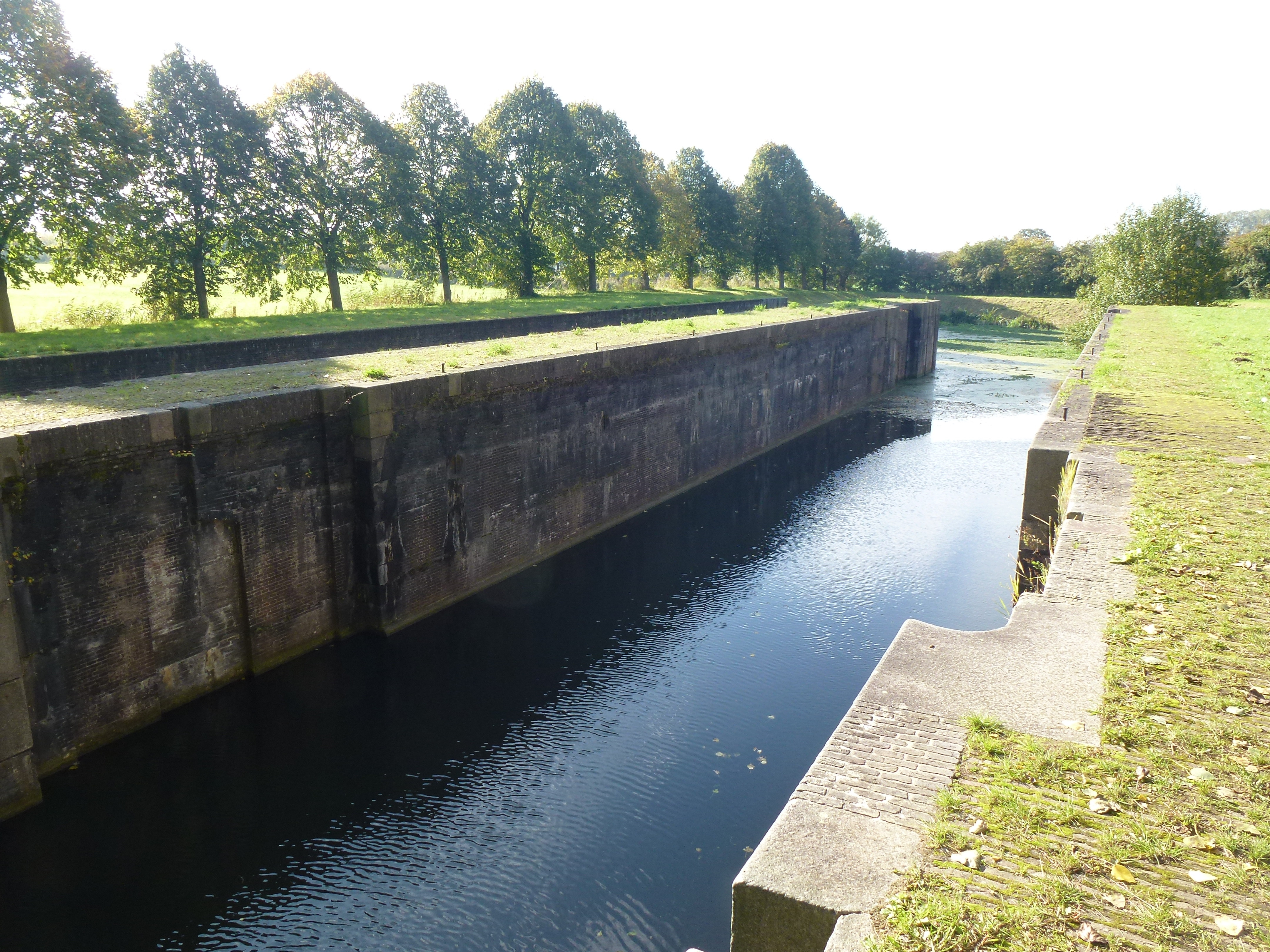
Slussen i Rathmannsdorf
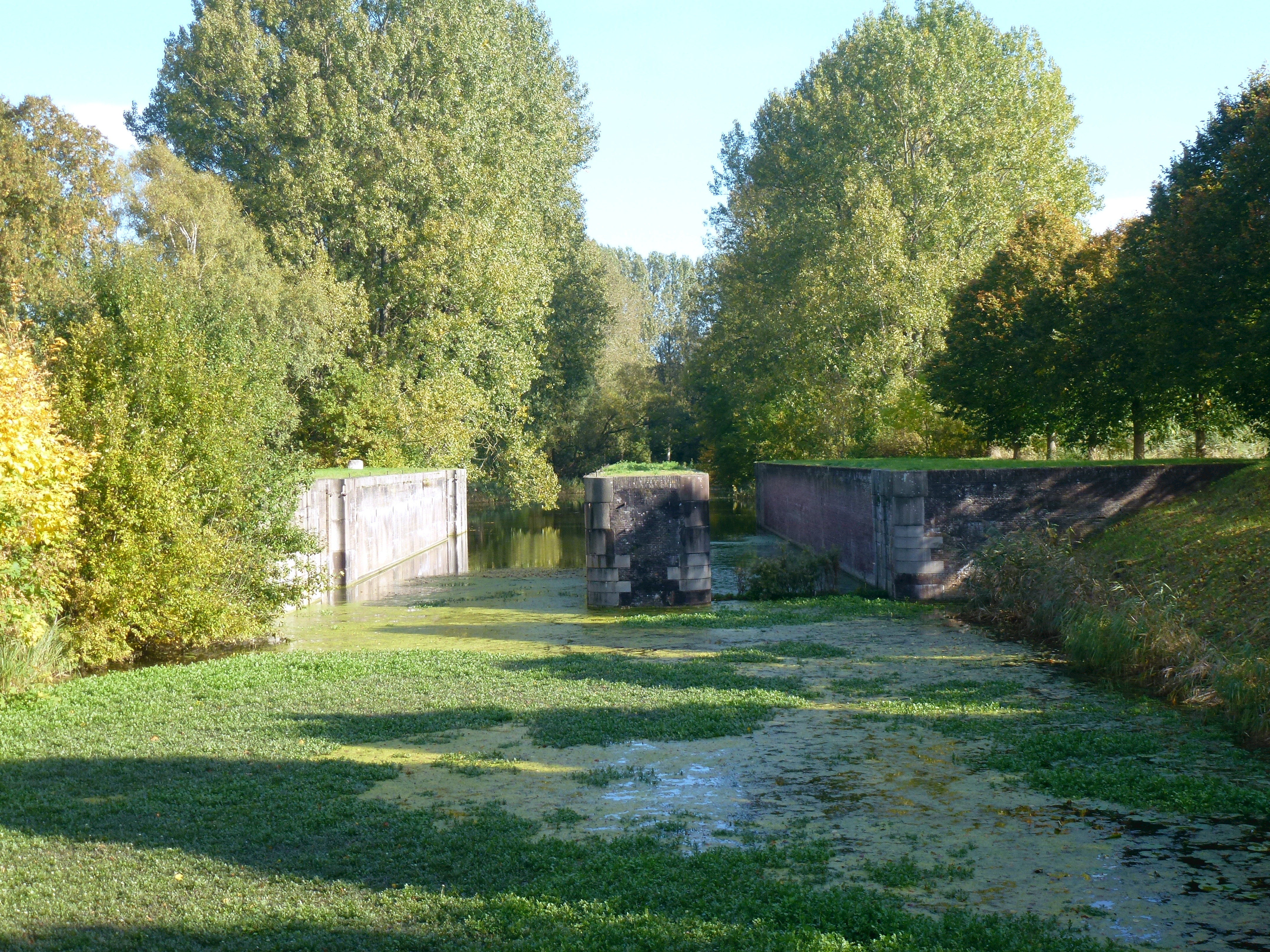
Slussen i Rathmannsdorf
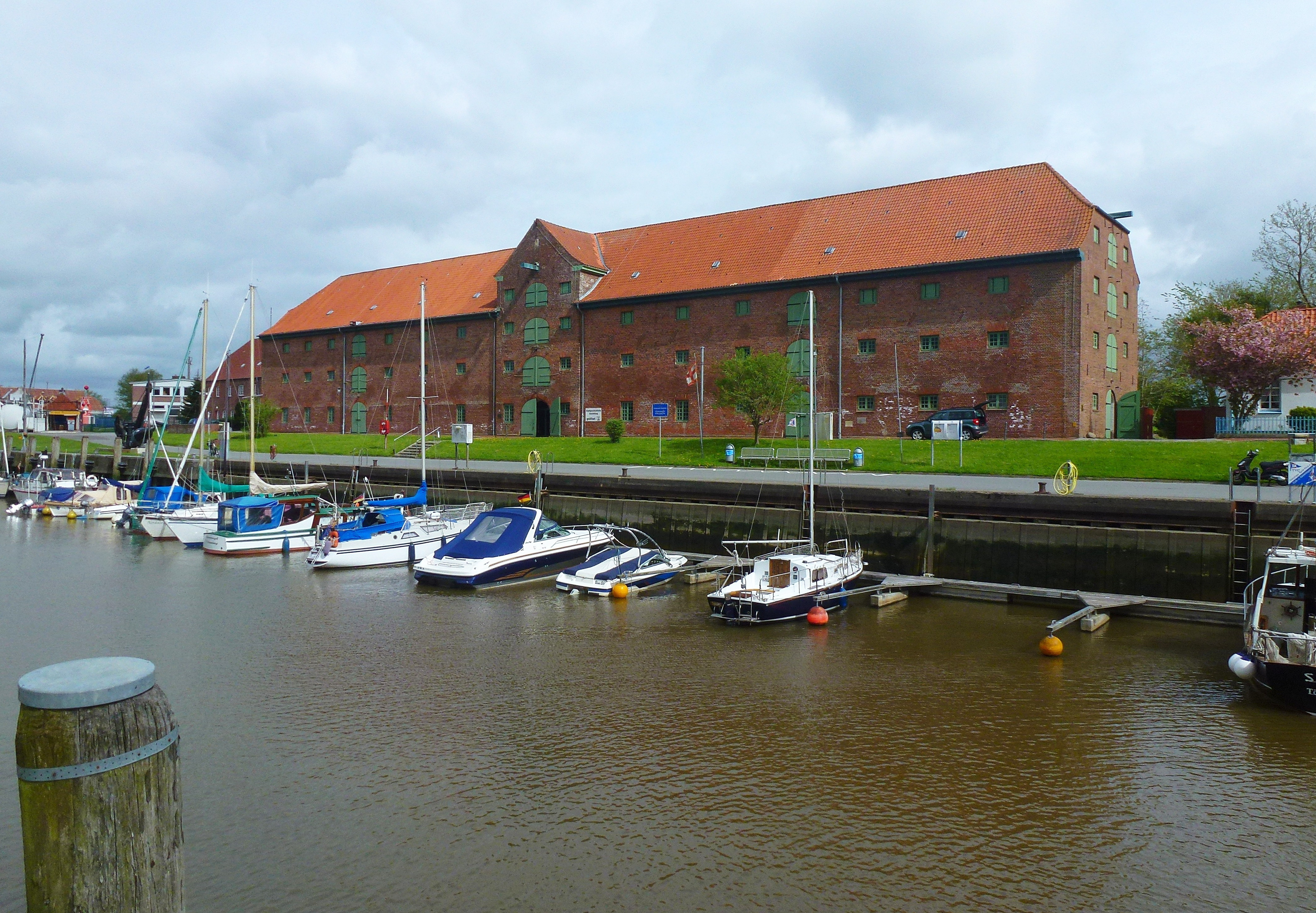
F.d. packhus i Tönning